# ガムシロップ

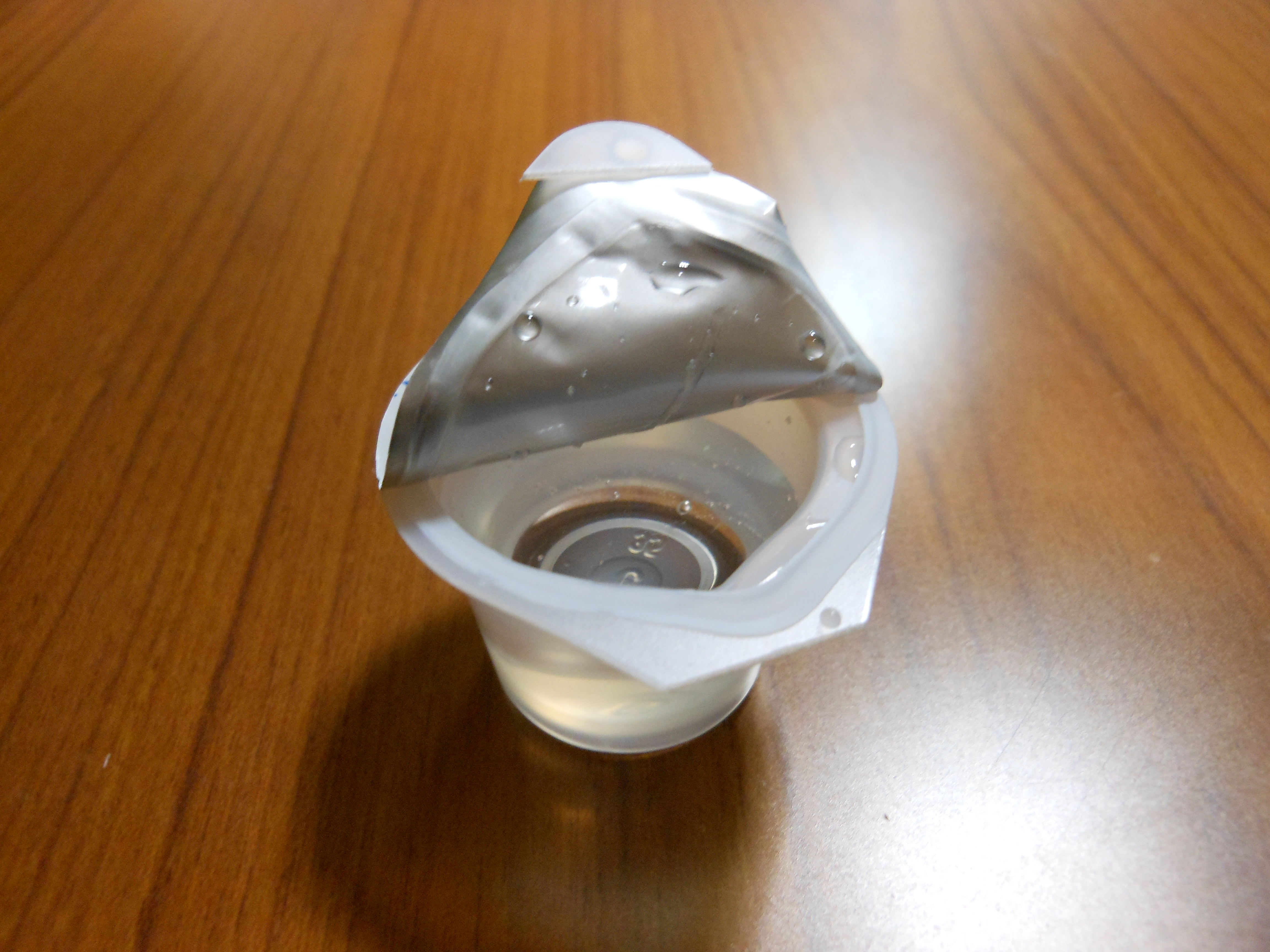
ガムシロップ

ガムシロップ（英語: gum syrup、フランス語: sirop de gomme）は、砂糖と水、アラビアガムを煮て作った甘味料のひとつ。通称はガムシロ、あるいはガム。
アラビアガムによって粘着性をもたせ、長期保存においても砂糖の結晶が沈殿しないようにしたもの。砂糖を水で薄めたものであるため、思ったほど甘味を感じない場合もある。ただし現在では異性化糖を使うなど砂糖の結晶化を防ぐ製造技術が向上したため、市販されているガムシロップのほとんどには既にアラビアガムは含まれていない（この場合正確には「シュガーシロップ」であるが、既存のガムシロップの名称がそのまま使われている）。
ガムシロップは、カクテルや果汁などに馴染みやすく、カクテルやアイスコーヒーなどの冷たい飲み物の甘味付けに用いられる。
喫茶店などでアイスコーヒーを注文する場合に、「客に供する以前にガムシロップとアイスコーヒーを混和したもの」をガム入り、そうでないものをガム抜きと表現することがある。

## 食用以外の用途
シャボン玉をつくる石鹸液にガムシロップを添加すると、アラビアガムの作用で壊れにくいシャボン玉ができる。ただし前述のようにアラビアガムを含まないガムシロップも多いため、この場合は純粋に砂糖水による効果（界面活性剤分子と砂糖水の高親和性）となる。